# Vengeance Unlimited
Vengeance Unlimited (Vingança ilimitada, no Brasil)) foi uma telessérie norte-americana, cujos 16 episódios forsm ao ar entre 1998 e 1999 na TV ABC. No Brasil, foi exibido pelo SBT.
A personagem principal era o Sr. Chapel (Michael Madsen), dono de um caráter misterioso e pragmático, com o qual ajudava àqueles que eram ignorados pela lei.
Ele contava com o apoio de KC Griffin, promotora pública que lhe fornecia informações sobre os bandidos e tentava impedir que ele fosse longe demais em sua busca por justiça. 

## Episódios
- 01. Pilot
- 02. Eden
- 03. Bitter End
- 04. Justice
- 05. Ambition
- 06. Security Denied
- 07. Dishonorable Discharge
- 08. Noir
- 09. Cruel and Unusual
- 10. Vendetta
- 11. Confidence
- 12. Judgment
- 13. Clique
- 14. Critical
- 15. Legalese
- 16. Friends